# Remigia mundana
Remigia mundana là một loài bướm đêm trong họ Erebidae.